# Brian Brennt
Brian Brennt (1964-4 de novembro de 2021), nascido em Portland, Oregon, foi um pregador, autor e professor estadunidense. Ele foi cofundador da Circuit Riders (com Andy Byrd, da Jovens com uma Missão) e The Send (com Lou Engle e outros).
Brennt morreu em 2021, de uma doença autoimune. Deixou esposa (Christy Brennt) e quatro filhos.

## Educação
Brennt estudou na Pacific Lutheran University (PLU), formando-se em marketing. Ele relata que durante seus anos na universidade, uma grande influência pessoal foi o livro de Dietrich Bonhoeffer, "Discipulado".

## Carreira
Antes de iniciar sua associação com a JOCUM, Brennt fundou uma igreja em Tacoma, Washington.
Depois de encerrar sua carreira como empresário e decidir se dedicar em tempo integral ao evangelismo, Brennt foi para a School of Evangelism de Reinhard Bonnke. Lá, o próprio Bonnke teria lhe dito que o salário que recebia como ministro da igreja o impedia de seguir a carreira de missionário.
Depois dessa conversa, ele decidiu ir para Kona, no Havaí, onde fica um dos principais campi da JOCUM. Brennt continuaria a trabalhar com a organização nos anos seguintes, através da Circuit Riders em Huntington Beach, Califórnia.

## A profecia
Num dia não revelado em 2004, a esposa de Brennt, Christy Brennt, teria recebido uma profecia na qual as ondas quebravam contra as nações, o que foi interpretado como uma necessidade das pessoas conhecerem Jesus. Brian Brennt teria escrito as palavras de sua esposa e depois as salvou num arquivo em seu computador.
Brennt diz que se lembrou da profecia quando Donald Trump foi banido do Twitter, em dezembro de 2020, pois falava em "censura", algo muito específico.
Conforme dito por Christy Brennt,
Há uma onda de pandemia chegando para a América e as nações. Há uma onda de desabrigados. Há uma onda de dificuldades econômicas. Há uma onda de agitação social e depois haverá um protesto.
Haverá um levante que chegará ao edifício do Capitólio, e então a bandeira americana será baixada por um período de tempo. Depois, ela se erguerá novamente.
E o presidente será silenciado.
Brennt, que afirmou não ter informado mais ninguém sobre o conteúdo da profecia, declarou-se horrorizado com as previsões de sua esposa, e que havia dito a Deus que não desejava ser o portador de tão más notícias, ao que Deus lhe teria respondido: "Você não precisa dizer. Deixe que aconteça e, quando acontecer, dê a notícia."
Somente em janeiro de 2021, tendo Lou Engle e Andy Byrd ao seu lado, Brennt leu publicamente a profecia, durante uma conferência de oração online que contou com Daniel Kolenda, Michael Koulianos e Todd White, os quais oraram pelos espectadores na Europa, África, América Latina e Estados Unidos. Segundo Engle, que achou a visão profética "impressionante", disse ter tido "a sensação de que durante o ano passado [2020], Deus abalou tudo o que pode ser abalado antes da grande colheita".
Em janeiro de 2021, Brennt, Engle e Byrd acreditavam que a época da colheita havia chegado.

## No The Send Brasil
Brennt esteve no Brasil em fevereiro de 2020, para a primeira edição do The Send fora dos Estados Unidos. Antes do evento, ele declarou à imprensa:
O The Send é uma guerra contra a inércia e hoje vamos sair da inércia. O The Send não é um show, um entretenimento, uma conferência. É uma solenidade, um engajamento em unidade de adorar e guerrear no Espírito de Deus.
Ele também citou a importância do trabalho missionário:
O Brasil é a segunda maior nação que envia missionários por todo mundo, e até essa noite se tornará o primeiro.

## Publicações selecionadas
- Salvation Encounter (with Christy Brennt)
- Big 10 (with Christy Brennt)
- Freedom Manual (with Mike Riches)
- Culture Shift (with Christy Brennt)
- Jesus Encounter (with Andy Byrd and Holly Mosemann)